# Völkischer Bund
Der Völkische Bund (VB) war eine rechtsextreme Organisation mit Sitz in Wiesbaden, die von 1985 bis 1995 existierte.

## Geschichte und Organisation
Der Völkische Bund bestand aus etwa 25 Mitgliedern unter der Leitung des NPD-Funktionärs Peter Naumann und wurde von diesem im Sommer 1985 gegründet. Sie trat erstmals im Rahmen sogenannter Sonnen- und Wintersonnwendfeiern auf, wo sie bis zu 100 Teilnehmer aktivieren konnte. Die Feiern fanden konspirativ statt und boten den Teilnehmern neben den Feierlichkeiten auch Reden von bekannten Rechtsextremisten wie Emil Maier-Dorn, Lisbeth Grolitsch und Peter Stöckicht.
Die Organisation war streng hierarchisch und zentralistisch organisiert. Neben Naumann waren weitere Funktionäre Bernhard Archner sowie Naumanns Frau Heidemarie Naumann. Kontakte bestanden zum radikalen Flügel der hessischen NPD sowie später zu den Jungen Nationaldemokraten (JN), der Nationalistischen Front, dem Arbeitskreis Deutscher Interessen, dem Freundeskreis Ulrich von Hutten sowie dem Bund Oberland. Die Organisation vertrieb vor allem Propagandamaterial und führte rechtsextreme Schulungen durch.
Von 1985 bis 1987 wurde er in den Verfassungsschutzberichten zusammen mit der Arbeitsgemeinschaft Nationaler Verbände unter dem Namen ANV/VB geführt. Bei der ANV handelte es sich jedoch um eine eigenständige Organisation, die als Bindeplattform zwischen NPD, Aktion Oder-Neiße und der Notverwaltung des deutschen Ostens diente. Zu der Verwechslung kam es, da die beiden Organisationen eng zusammenarbeiteten und auf Flugblättern die Abkürzung ANV/VB verwendeten.
Von 1989 bis 1993 stellte der VB seine Tätigkeiten weitestgehend ein, da Peter Naumann wegen mehrerer terroristischer Aktivitäten zu viereinhalb Jahren Haft verurteilt wurde. Nach seiner Entlassung führte der VB eine Propagandaaktion unter dem Slogan „Ewig lebt der Toten Tatenruhm“ durch.
1995 löste Naumann die Organisation auf, nachdem er als mutmaßlicher Ausbilder rechtsterroristischer Kreise in der Öffentlichkeit bekannt wurde. Nach der Auflösung übergab Naumann der Polizei 13 Waffendepots.

## Ideologische Ausrichtung
Der Völkische Bund verstand sich als nationalsozialistische Kadertruppe, die beim Aufbau konspirativer Strukturen helfen sollte. Die Ideologie war aggressiv rassistisch, kriegs- und NS-verherrlichend. Außerdem förderte sie rechtsextreme Verschwörungstheorien, wie die angebliche Ermordung von Rudolf Heß. Daneben übte sie Solidarität mit dem „Freiheitskampf“ in Südtirol.